# Joan Bibiloni Frau
Joan Bibiloni Frau (Palma, 2 de gener de 1928 - Palma, 30 de juny del 2017) va ser un ciclista mallorquí, que fou professional entre 1951 i 1960. En el seu palmarès destaquen algunes victòries d'etapa en curses d'una setmana, com ara dues etapes a la Volta a Catalunya o dues a la Volta a Andalusia.
Els seus germans Sebastià (Palma, 10 de març del 1930 - 2001) i Josep (Palma, 1 de gener del 1937), també van ser ciclistes, encara que de menor historial.

## Palmarès
- 1954
  - Vencedor d'una etapa a la Volta a Catalunya
  - Vencedor d'una etapa a la Volta a Astúries
- 1955
  - Vencedor d'una etapa a la Volta a Astúries
  - Vencedor d'una etapa al Gran Premi Ajuntament de Bilbao
- 1956
  - Vencedor d'una etapa a la Volta a Astúries
- 1957
  - Vencedor de 2 etapes a la Volta a Andalusia
- 1958
  - Vencedor d'una etapa a la Volta a Catalunya

### Resultats a la Volta a Espanya
- 1955. 32è de la classificació general
- 1956. 17è de la classificació general
- 1957. Abandona
- 1958. Abandona
- 1959. 28è de la classificació general